# سيمون ريمر
سيمون ريمر (بالإنجليزية: Simon Rimmer) هو طاهي بريطاني، ولد في 5 مايو 1963 في والاسي في المملكة المتحدة.